# San Bao
San Bao, est un musicien polyvalent chinois, issu d'une ethnie mongole. Il compose aussi bien pour la musique classique que pour la musique pop ou musique de films.

## Biographie
Né dans une famille de musiciens, San Bao a appris à jouer du violon à quatre ans et du piano à onze ans. 
Deux ans plus tard, il quitte sa ville natale pour Pékin, où il étudie le violon à l'école secondaire attachée à la Central University of Nationalities.
Après avoir été diplômé du Conservatoire Central de Musique, où il a appris la direction d'orchestre, il dirige de nombreux orchestres dans son pays et dirige l'Orchestre Symphonique de Pékin (1991-1993).
Son intérêt pour la musique pop a commencé déjà au secondaire. Il était fasciné alors pas les musiques occidentales.
Son talent a été découvert par des auteurs-compositeurs en provenance de Hong Kong et de Taïwan, où la musique pop est apparue beaucoup plus tôt que sur le continent chinois. Et ils lui ont demandé d'écrire des chansons pour des chanteurs alors en vogue, tels que Su Rui et Mao Amin.
Il crée pour Zhang Yimou une musique originale pour ses films Pas un de moins et The Road Home, sortis en 1999.
Le thème de Pas un de moins est une plainte sensible, jouée au violon, qui colle étroitement avec l'émotion des images du film.
San Bao est aussi entré dans la scène pop. Il écrit des chansons, des arrangements musicaux et produit des albums. 
Ses bandes sons pour les films ou les séries TV sont devenues très populaires en Chine.
Il n'a cependant pas renoncé à sa collaboration avec des orchestres classiques, ni cessé d'écrire des symphonies.

## Discographie
| - 2004 : The Road Home de Zhang Yimou Album comprenant la musique du film The Road Home et Not One Less (Pas un de moins) |

## Sources
- (en) Composer traverses between pop and classical music